# Torkamān Kheyl
Torkamān Kheyl (persiska: تُركَمَن خِيل, تركمان خيل) är en ort i Iran.   Den ligger i provinsen Mazandaran, i den norra delen av landet, 150 km nordost om huvudstaden Teheran. Torkamān Kheyl ligger 51 meter över havet och antalet invånare är 257.
Terrängen runt Torkamān Kheyl är platt åt nordväst, men åt sydost är den kuperad. Runt Torkamān Kheyl är det ganska tätbefolkat, med 96 invånare per kvadratkilometer. Närmaste större samhälle är Babol, 14,9 km nordväst om Torkamān Kheyl. Trakten runt Torkamān Kheyl består till största delen av jordbruksmark.